# Successió vegetal

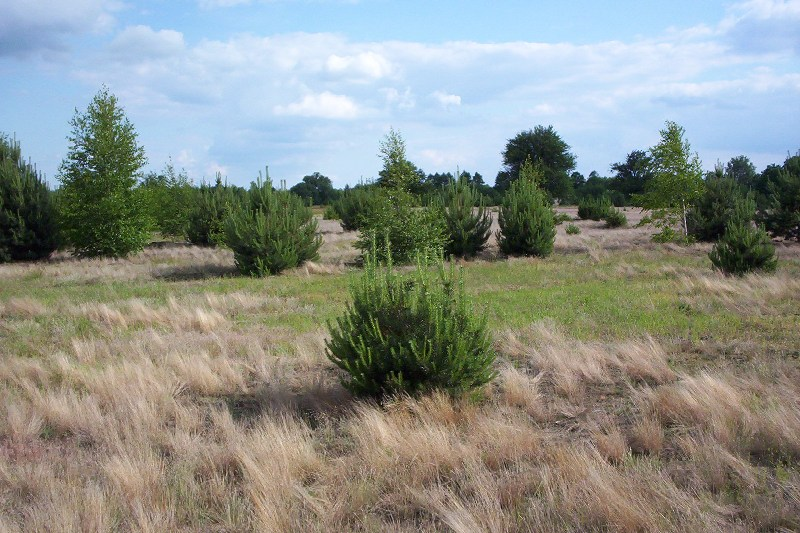
Arbres que creixen en un antic camp de conreu

La successió vegetal és l'evolució que segueix una comunitat vegetal vers el clímax. És un procés d'autoorganització o de maduració, amb certes característiques d'irreversibilitat. Les fluctuacions que pot experimentar un ecosistema van disminuint d'amplitud a mesura que s'arriba al clímax. Aquesta és una altra característica de la successió. I això té a veure amb les propietats que dona la maduresa a un ecosistema: competitivitat i estabilitat. Les plantes que van irrompent en la successió són cada cop més competitives: fan fora ràpidament les que colonitzaven abans l'espai. Presenten també més estabilitat i resistència amb mides més grans i estructures més poderoses.
La tendència general en el decurs de la successió és a un augment de la complexitat vital i de la interactivitat entre els organismes d'un ecosistema. Això repercuteix en un augment de la diversitat (a causa de l'augment de nínxols ecològics) i de la productivitat (a causa de l'augment de la competitivitat) que fan guanyar autonomia al sistema. Aquest augment, però, no té per què ser lineal o sostingut, i al llarg de la successió es pot passar per fases de menys diversitat o de menys productivitat.
Aquest procés és d'una sola direcció i, per tant, irreversible, però tot i que calen cada cop pertorbacions més grans per destruir-lo, sempre acaben donant-s'hi. A això s'anomena regressió vegetal. La regressió és un procés asimètric al de la successió, ja que es dona de sobte (la successió necessita dècades) i condueix a un estadi primerenc indeterminat que no té per què mai haver-se passat.

## Successió forestal

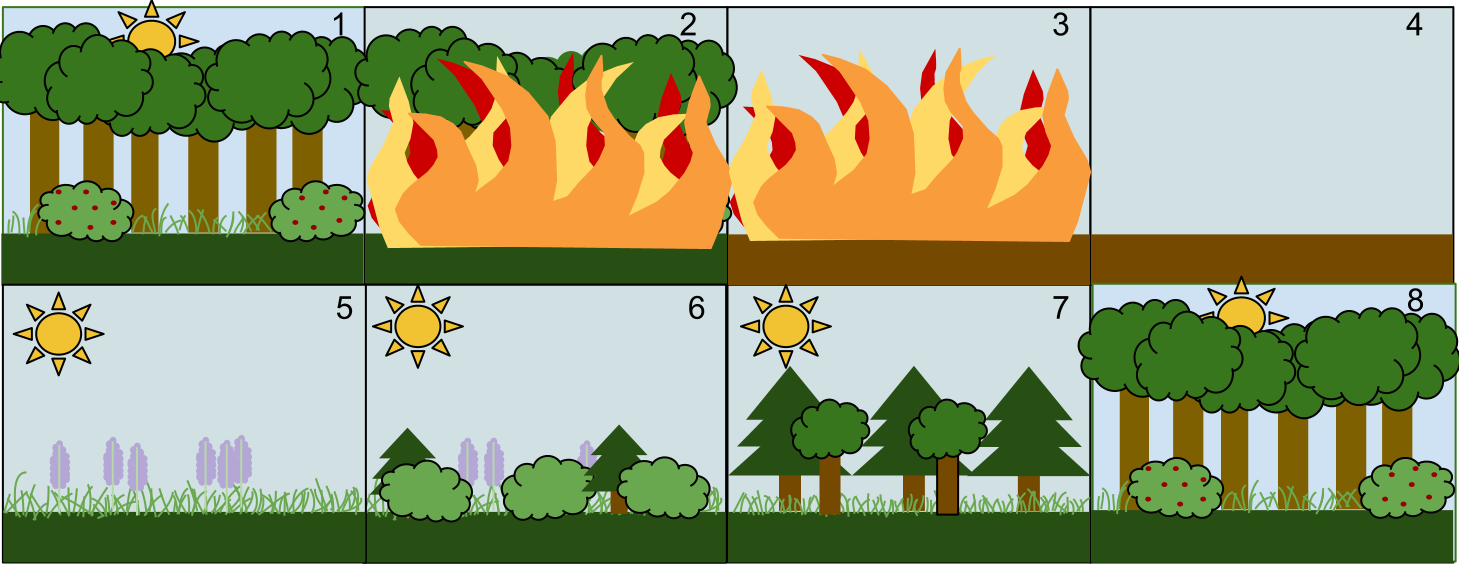
Successió d'ecosistemes després d'un incendi forestal:
1. Estadi zero del bosc en situació de clímax.
2. Pertorbació deguda al foc.
3. El foc destrueix el bosc fins al nivell del sòl.
4. L'incendi ha deixat un desert, però sense destruir el sòl ni el seu contingut en llavors. El vent, l'aigua i els animals en faran la propagació.
5. Les gramínies i altres plantes herbàcies s'hi instal·len.
6. Arbustos i arbres petits comencen a recolonitzar la zona.
7. Creixement ràpid de coníferes, però lent d'espècies tolerants de l'ombra al sotabosc.
8. Desaparició de les espècies intolerants a l'ombra a mesura que els grans arbres de fulla perenne o caduca "densifiquen" l'indret. L'ecosistema esdevé recuperat a un estat semblant a l'inicial, just fins a la següent pertorbació

Com a sistema ecològic que són, els boscos estan subjectes a la successió d'espècies. Això es deu al fet que hi ha espècies "oportunistes" o "pioneres" que produeixen altes quantitats de llavors, que s'escampen pel vent i, per tant, poden establir-se ràpidament sobre grans superfícies no aforestades, i són capaces de créixer a plena llum. Un cop han creat una massa forestal, la seva pròpia ombra dificulta la seva reproducció. Aleshores, apareixen les espècies "tolerants" d'ombra, que són capaces d'establir-se a l'ombra de les pioneres. Quan les pioneres morin, les tolerants ocuparan el seu lloc. A la Garrotxa, per exemple, el trèmol (Populus tremula) és una espècie clarament pionera en zones frescals. Les espècies tolerants són capaces de reproduir-se sota la seva ombra i, per tant, es diu que el bosc ha assolit un clímax. Això no obstant, si sobrevé una catàstrofe important, farà falta de nou l'actuació de les pioneres, que per tant és desitjable que no siguin gaire lluny.
Normalment en la natura les coses no són "blanc o negre", solen haver-hi "entremitjos". És normal, doncs, que entre els dos extrems de tolerància/intolerància d'ombra hi hagi diversos graus i, per tant, hi ha espècies més o menys tolerants a l'ombra, que poden actuar com a pioneres o climàtiques, segons les circumstàncies. És per això que la tolerància d'ombra de cada espècie té gran importància en silvicultura.